# Stazione di Tōbu Dōbutsu Kōen
La stazione di Tōbu Dōbutsu Kōen (東武動物公園駅?, Tōbu Dōbutsu Kōen-eki) è una stazione ferroviaria situata nella cittadina di Miyashiro della prefettura di Saitama, in Giappone, ed è servita dalla linea Sky Tree delle Ferrovie Tōbu.

## Linee
Ferrovie Tōbu
● Linea Tōbu Isesaki (Linea Tōbu Sky Tree da questa stazione verso Asakusa)
● Linea Tōbu Nikkō

## Struttura
La stazione è dotata di due marciapiedi a isola che supportano treni a 10 casse con quattro binari passanti in superficie. Il fabbricato viaggiatori si trova sopra il piano del ferro, ed è collegato alla banchina da scale fisse, mobili e ascensori.
| 2-3 | ● Linea Sky Tree     | per Kasukabe, Shin-Koshigaya, Kita-Senju e Asakusa via linea Hanzōmon per Shibuya e Chūō-Rinkan |
| 4   | ● Linea Tōbu Nikkō   | per Minami-Kurihashi, Shin-Tochigi, Tōbu Nikkō e linea Tōbu Kinugawa                            |
| 5   | ● Linea Tōbu Isesaki | per Kuki, Tatebayashi, Ōta e Isesaki                                                            |

## Stazioni adiacenti
| «                  | Servizio               | »                   |
| Linea Tōbu Isesaki | Linea Tōbu Isesaki     | Linea Tōbu Isesaki  |
| ------------------ | ---------------------- | ------------------- |
| Himemiya           | Locale                 | Wado                |
| Himemiya           | Semiespresso sezionale | Wado                |
| Himemiya           | Semiespresso           | Wado                |
| Kasukabe           | Espresso               | Wado                |
| Kasukabe           | Espresso sezionale     | Wado                |
| Linea Tōbu Nikkō   |                        |                     |
| Himemiya           | Locale                 | Sugito-Takanodai    |
| Himemiya           | Semiespresso sezionale | Sugito-Takanodai    |
| Himemiya           | Semiespresso           | Sugito-Takanodai    |
| Kasukabe           | Espresso               | Sugito-Takanodai    |
| Kasukabe           | Espresso sezionale     | Sugito-Takanodai    |
| Kasukabe           | Rapido                 | Itakura Tōyōdai-mae |
| Kasukabe           | Rapido sezionale       | Itakura Tōyōdai-mae |